# Salvador hívójelkörzetei
Salvador hívójelkörzetei igazodnak az ország megyehatáraihoz, egy hívójelkörzetbe egy vagy több megye tartozik.
Salvador számára az ITU a HU, YS hívójelprefixeket határozta meg.

## Salvador hívójelkörzetei[1][2][3]
| Prefix | Körzet | Hely/jelleg                                         |
| ------ | ------ | --------------------------------------------------- |
| HU     | [0..9] | Salvador                                            |
| YS     | 0      | Kitelepüléshez használt hívójelekhez                |
| YS     | 1      | San Salvador                                        |
| YS     | 2      | Santa Ana                                           |
| YS     | 3      | San Miguel                                          |
| YS     | 4      | La Libertad                                         |
| YS     | 5      | Chalatenango                                        |
| YS     | 5      | Cuscatlán                                           |
| YS     | 6      | Cabañas                                             |
| YS     | 6      | La Paz                                              |
| YS     | 6      | San Vicente                                         |
| YS     | 7      | Ahuachapán                                          |
| YS     | 7      | Sonsonate                                           |
| YS     | 8      | Morazán                                             |
| YS     | 8      | La Unión                                            |
| YS     | 8      | Usulután                                            |
| YS     | 9      | Ideiglenes hívójelekhez, külföldi látogatók számára |

## Lajstromjel
Vízi és légi járművek lajstromjelezéséhez a YS prefixet használják.